# Flamur Tairi
Flamur Tairi (in macedone Фламур Таири?; Struga, 24 novembre 1990) è un calciatore macedone, centrocampista del Struga.

## Carriera

### Nazionale
Ha collezionato 10 presenze ed un gol con la nazionale macedone Under-21.

## Palmarès

### Club

#### Competizioni nazionali
- Campionato macedone: 2

Struga: 2022-2023, 2023-2024